# Организация на градовете на световно наследство
Организацията на градовете на световно наследство (на английски: Organization of World Heritage Cities) е основана на 8 септември 1993 в град Фес, Мароко. Нейното седалище е в град Квебек, провинция Квебек, Канада.
В организацията членуват 238 града с обекти от списъка на световното културно и природно наследство на ЮНЕСКО, от които 7 са от Африка, 36 от Латинска Америка, 20 от Азия и Тихоокеанския регион, 120 от Европа и Северна Америка и 20 от арабските страни. Има също така 4 наблюдатели.
Градовете със световно наследство имат общо население от над 130 милиона души. В рамките на организацията са представяни от техните кметове, с активното участие на специалисти за управление на културното наследство.

## Цели и структура
По време на основаването на и през 1993 г. градовете членки -41 на брой, определят целите и мисията на организацията. На четвъртото Общо събрание в Евора (Португалия) през 1997 г. се създава споразумение с ЮНЕСКО за съвместните им усилия по отношение на световното наследство.
Организацията цели да допринесе за изпълнението на Конвенцията за защита на световното културно (Конвенция за опазване на световното културно и природно наследство, приета от ЮНЕСКО през 1972 г.) и природно наследство и Международната харта за защита на историческите градове;. Тя насърчава сътрудничеството и обмена на информация и опит сред своите градове на регионално и международно ниво. Работи в тясно сътрудничество с други организации, преследващи сходни цели, като същевременно насърчава действия и усилията на градовете, разположени в развиващите се страни. Тя подпомага членовете си да се адаптират и да подобрят своите методи на управление по отношение на специфичните изисквания. Освен това, организацията осигурява по-добри връзки между научните изследвания, осъществявани от специалисти и нуждите на местните управления. В допълнение на Организацията възнамерява да подпомогне развитието на чувство за солидарност между своите градове и да повишава чувствителността на населението за собственото му наследство, неговите ценности и защита
Организацията на градовете на световно наследство организира срещи на международни и регионални нива. За тази цел се организират световни конгреси, конференции, семинари и работни срещи, занимаващи се с предизвикателствата, които да бъдат удовлетворени в сферата на управлението и стратегиите, свързани с опазването и развитието на историческите градове. Всички тези срещи се справят с предизвикателствата в областта на управлението и стратегиите, свързани с опазването и развитието на историческите градове. За да постигне целите си организацията допълнително предлага различни дейности, програми и проекти, които имат за цел да насърчават и подкрепят поддръжката, признаването и развитието на световното културно наследство.
Текущи проекти включват Младежта по следите на световното наследство, City2City, Жан-Пол-Ла Алие награда за наследство, международен видео конкурс, Ден на градовете със световно културно и природно наследство, Кметовете и наследството.
Първият симпозиум е проведен от 30 юни до 4 юли 1991 г. в гр. Квебек, където е взето решението за нейното създаване. По традиция конгресите се провеждат на всеки 2 години в предварително избран за домакин град. Вторият международен симпозиум на Организацията на градовете на световно наследство се е състоял през 1993 г. във Фес, Мароко, след това – 1995 г. в Берген, Норвегия като се обсъжда комуникацията между градовете със световно културно и природно наследство; 1997 г. в Евора, Португалия като темата е Туризъм и световно наследство – предизвикателства и възможности; през 1999 г. в Сантяго де Компостела, Испания се обсъждат иновациите в управлението на градовете със световно културно и природно наследство. Следват симпозиуми в Пуебла (Мексико) през 2001 г.: Мерки за превенция и защита за градовете със световно културно и природно наследство в случай на бедствия, Родос (Гърция) 2003 г., Куско (Перу) 2005 г.: Наследство на човечеството; Казан (Русия) 2007 г.: Наследство и икономика; гр. Кито (Еквадор) 2009 г.: Съживяването на историческите центрове; гр. Синтра (Португалия): Градовете и изменението на климата; Оаксака (Мексико) 2013 г. и през 2015 г. в Арекипа (Перу).
Съветът на директорите се състои от 8 кметове, избрани от Общото събрание. Той заседава най-малко веднъж годишно. Всички кметове на градове със световно наследство плащат годишни такси за членството си в Общото събрание.
Генералният секретариат се ръководи от генералния секретар, назначен от Общото събрание, който наблюдава изпълнението на мандатите, приети от членовете на Организацията, управлението на персонала и наемането на работа.
7 регионални секретариата подпомагат работата на генералния секретариат:
- Регенсбург (Германия) за Европейския северозападен регион
- Будапеща (Унгария) за Централна и Източна Европа
- Кордоба (Испания) за Югоизточна Европа и Средиземноморския регион
- Валпараисо (Чили) за Латинска Америка
- Казан (Русия) за Евразия
- Тунис (Тунис) за Северна Африка и държавите в арабския регион
- Занзибар (Танзания) за региона на Източна Африка[1]

## Българско участие
Несебър е единственият български град, вписан в Списъка на световното културно наследство на ЮНЕСКО. Градът е също и сред основателите на Организацията на градовете на световно наследство.
Всяка година на 8 септември (датата на създаването на Организацията) се чества 'Ден на солидарността на градовете на световно наследство'. Провеждат се различни мероприятия като всички членове на организацията представят 'своята част' от световното наследство. През 2012 г. събитието ще бъде отбелязано за 17-и пореден път.
В Несебър празникът също се чества. През 2011 г. например е представен проектът за реставрация и консервация на 2 от емблематичните средновековни църкви в града – „Св. Йоан Кръстител“ и „Св. Параскева“, както и туристическият маршрут „Духовният път“. Освен това е открита фотоизложба под надслов „Храмът“, която е експонирана във фоайето на музея.

## Градове-членове
Африка
- Момбаса, Кения
- Консо, Етиопия
- Харар-Джугол, Етиопия
- Агадес, Нигерия
- Джене, Мали
- Остров Мозамбик, Мозамбик
- Ламу, Кения
- Сен Луи, Сенегал
- Томбукту, Мали
- Занзибар, Танзания

Арабски свят
- Халеб, Сирия
- Есауира, Мароко
- Алжир (град), Алжир
- Босра, Сирия
- Кайро, Египет
- Чингуети, Мавритания
- Дамаск, Сирия
- Ас-Савира, Мароко
- Фес, Мароко
- Гадамис, Либия
- Гардайа, Алжир
- Кайруан, Тунис
- Маракеш, Мароко
- Мекнес, Мароко
- Монастир, Тунис
- Сана, Йемен
- Шибам, Йемен
- Сус, Тунис
- Тетуан, Мароко
- Тунис, Тунис
- Забид, Йемен

Азия и Океания
- Киото, Япония
- Тел Авив, Израел
- Акър, Израел
- Баку, Азербайджан
- Йерусалим, Палестина
- Дербент, Русия
- Казан, Русия
- Ярославл, Русия
- Санкт Петербург, Русия
- Суздал, Русия
- Велики Новгород, Русия
- Москва, Русия
- Сафранболу, Турция
- Бхактапур, Непал
- Бухара, Узбекистан
- Ченде, Китай
- Галле, Шри Ланка
- Хой Ан, Виетнам
- Хюе, Виетнам
- Камитайра, Япония
- Киото, Япония
- Канди, Шри Ланка
- Катманду, Непал
- Хива, Узбекистан
- Киото, Япония
- Лалитпур (Патан), Непал
- Лицзян, Китай
- Луанг Прабанг, Лаос
- Макао, Китай
- Нара, Япония
- Пинг Яо, Китай
- Самарканд, Узбекистан
- Шахрисабз, Узбекистан
- Ширакава Го и Гокаяма, Япония
- Суджоу, Китай
- Тайра, Япония
- Виган, Филипини

Европа
- Алкала де Енарес, Испания
- Амиен, Франция
- Ангра де Ероижму, Португалия
- Аранхуес, Испания
- Асизи, Италия
- Авила, Испания
- Баеса, Испания
- Бамберг, Германия
- Банска Щявница, Словакия
- Бардейов, Словакия
- Бат, Великобритания
- Беемстер, Нидерландия
- Берген, Норвегия
- Берн, Швейцария
- Биертан, Румъния
- Брюж, Белгия
- Брюксел, Белгия
- Будапеща, Унгария
- Касерес, Испания
- Калтагироне, Италия
- Каприате Сан Гервасио, Италия
- Каркасон, Франция
- Катания, Италия
- Чески Крумлов, Чехия
- Патмос, Гърция
- Кордоба, Испания
- Куенка, Испания
- Дубровник, Хърватия
- Единбург, Великобритания
- Евора, Португалия
- Ферара, Италия
- Флоренция, Италия
- Кромержиж, Чехия
- Гослар, Германия
- Гранада, Испания
- Грац, Австрия
- Гимараеш, Португалия
- Халщат, Австрия
- Холашовице, Чехия
- Ибиса, Испания
- Истанбул, Турция
- Калваря Зебжидовска, Полша
- Карлскруна, Швеция
- Котор, Черна Гора
- Краков, Полша
- Кутна Хора, Чехия
- Лвов, Украйна
- Литомисл, Чехия
- Люксембург (град), Люксембург
- Любек, Германия
- Лион, Франция
- Матера, Италия
- Мерида, Испания
- Милитело Вал ди Катания, Италия
- Модена, Италия
- Модика, Италия
- Мон Сен Мишел, Франция
- Намюр, Белгия
- Нанси, Франция
- Неапол, Италия
- Несебър, България
- Ното, Италия
- Охрид, Македония
- Порто, Португалия
- Овиедо, Испания
- Плацо Акреиде, Италия
- Париж, Франция
- Пиенца, Италия
- Потсдам, Германия
- Прага, Чехия
- Провен, Франция
- Кведлинбург, Германия
- Рагуза, Италия
- Раума, Финландия
- Родос, Гърция
- Рига, Латвия
- Рим, Италия
- Рьорос, Норвегия
- Саламанка, Испания
- Залцбург, Австрия
- Сан Кристобал де Ла Лагуна, Испания
- Сан Джиминяно, Италия
- Сантяго де Компостела, Испания
- Сицилия, Италия
- Сеговия, Испания
- Сиена, Италия
- Сигишоара, Румъния
- Синтра, Португалия
- Сплит, Хърватия
- Стокхолм, Швеция
- Щралзунд, Германия
- Страсбург, Франция
- Талин, Естония
- Телч, Чехия
- Телфорд, Великобритания
- Толедо, Испания
- Торун, Полша
- Требич, Чехия
- Трогир, Хърватия
- Убеда, Испания
- Урбино, Италия
- Ла Валета, Малта
- Ватикана
- Венеция, Италия
- Верона, Италия
- Виченца, Италия
- Виена, Австрия
- Вилнюс, Литва
- Висбю, Швеция
- Варшава, Полша
- Ваймар, Германия
- Висмар, Германия
- Замошч, Полша

Северна и Южна Америка
- Луненбург, Канада
- Квебек, Канада
- Парамарибо, Суринам
- Антигуа Гватемала, Гватемала
- Арекипа, Перу
- Бразилия, Бразилия
- Кампече, Мексико
- Картахена, Колумбия
- Колония дел Сакраменто, Уругвай
- Санта Ана де Коро, Венецуела
- Куенка, Еквадор, Еквадор
- Куско, Перу
- Диамантина, Бразилия
- Гояш, Бразилия
- Гуанахуато, Мексико
- Хавана, Куба
- Лима, Перу
- Мексико, Мексико
- Морелия, Мексико
- Оахака де Хуарес, Мексико
- Олинда, Бразилия
- Оуро Прето, Бразилия
- Панама, Панама
- Потоси, Боливия
- Пуебла, Мексико
- Сантяго де Керетаро, Мексико
- Кито, Еквадор
- Салвадор, Бразилия
- Санта Крус де Момпокс, Колумбия
- Санто Доминго, Доминиканска република
- Сан Луис, Бразилия
- Сейнт Джорджес, Бермудски острови
- Сукре, Боливия
- Тлакоталпан, Мексико
- Тринидад, Куба
- Валпараисо, Чили
- Вилемстад, Нидерландски Антили
- Сакатекас, Мексико